# Waganiec (gmina)
Waganiec (do 1991 gmina Nieszawa) – gmina wiejska w Polsce położona w województwie kujawsko-pomorskim, w powiecie aleksandrowskim. W latach 1975–1998 gmina administracyjnie należała do województwa włocławskiego.
Siedzibą gminy jest Waganiec.
Według danych z 30 czerwca 2004 gminę zamieszkiwało 4427 osób.
Według danych z 31 grudnia 2013 gminę zamieszkiwały 4562 osoby.
2 kwietnia 1991 z gminy Waganiec wyłączono Kolonię Nieszawa (484,09 ha), włączając ją do Nieszawy.

## Struktura powierzchni
Według danych z roku 2002 gmina Waganiec ma obszar 54,56 km², w tym:
- użytki rolne: 88%
- użytki leśne: 2%

Gmina stanowi 11,47% powierzchni powiatu.

## Demografia

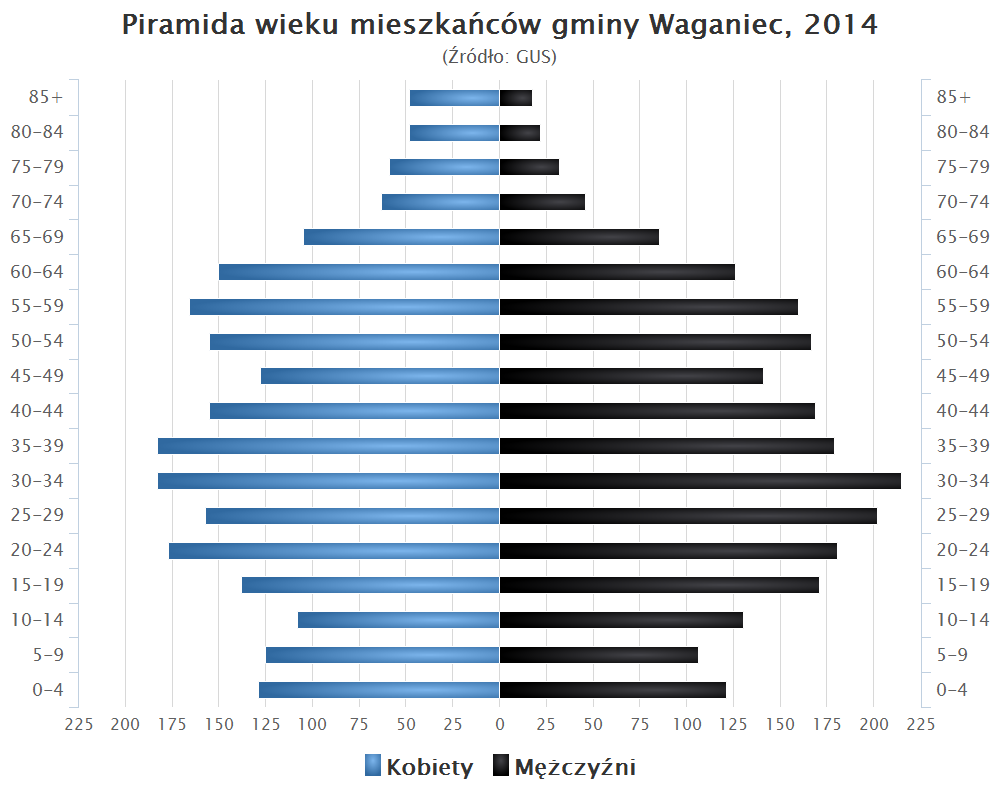
Piramida wieku mieszkańców gminy Waganiec w 2014 roku

Dane z 30 czerwca 2004:
| Opis                              | Ogółem | Ogółem | Kobiety | Kobiety | Mężczyźni | Mężczyźni |
| --------------------------------- | ------ | ------ | ------- | ------- | --------- | --------- |
| jednostka                         | osób   | %      | osób    | %       | osób      | %         |
| populacja                         | 4427   | 100    | 2195    | 49,6    | 2232      | 50,4      |
| gęstość zaludnienia (mieszk./km²) | 81,1   | 81,1   | 40,2    | 40,2    | 40,9      | 40,9      |

Dane z 31 grudnia 2013:
| Opis                              | Ogółem | Ogółem | Kobiety | Kobiety | Mężczyźni | Mężczyźni |
| --------------------------------- | ------ | ------ | ------- | ------- | --------- | --------- |
| jednostka                         | osób   | %      | osób    | %       | osób      | %         |
| populacja                         | 4562   | 100    | 2277    | 49,9    | 2285      | 50,1      |
| gęstość zaludnienia (mieszk./km²) | 83,7   | 83,7   | 41,8    | 41,8    | 41,9      | 41,9      |

## Zabytki
Wykaz zarejestrowanych zabytków nieruchomych na terenie gminy:
- drewniany kościół filialny pod wezwaniem śś. Stanisława i Marii Magdaleny z XVIII w. w Przypustach, nr 26/310 z 20.05.1956 roku
- dworzec kolejowy z lat 1880-1890 w Wagańcu, nr 424/A z 30.12.1998 roku
- park dworski z folwarkiem w Wagańcu, obejmujący: park z początku XX w.; spichrz z drugiej połowy XIX w.; oborę z drugiej połowy XIX w.; stodołę z drugiej połowy XIX w., nr 379/A z 21.05.1996 roku
- młyn zbożowy z przełomu XIX/XX w. w Wagańcu, nr 409/A z 20.03.1998 roku
- kościół parafii pod wezwaniem św. Wojciecha z 1889 roku oraz cmentarz przykościelny w Zbrachlinie, nr 357/A z 20.01.1995 roku

## Sołectwa
Bertowo, Brudnowo, Józefowo, Kaźmierzyn, Kolonia Święte, Konstantynowo, Michalin, Niszczewy, Nowy Zbrachlin, Plebanka, Przypust, Sierzchowo, Siutkowo, Stary Zbrachlin, Szpitalka, Śliwkowo, Waganiec, Wiktoryn, Włoszyca, Wójtówka, Wólne, Zbrachlin.

## Pozostałe miejscowości
Ariany, Byzie, Ciupkowo, Janowo, Lewin, Michalinek, Przypust Dolny, Przypust Górny, Stannowo, Wólne Dolne, Wólne Górne, Zakrzewo, Zosin.

## Sąsiednie gminy
Bądkowo, Bobrowniki, Koneck, Lubanie, Nieszawa, Raciążek